# Olette
Olette (auf Katalanisch Oleta) ist eine französische Gemeinde im Département Pyrénées-Orientales in der Region Okzitanien. Administrativ ist sie dem Arrondissement Prades zugeteilt. Olette gehört zum Kanton Les Pyrénées catalanes.
Das Gemeindegebiet umfasst seit 1827 auch den Ortsteil Évol, der als eines der Plus beaux villages de France (schönsten Dörfer Frankreichs) klassifiziert ist.

## Geografie
Das südfranzösische Bergdorf mit 337 Einwohnern (Stand 1. Januar 2022) liegt auf gut 600 Meter über dem Meer und befindet sich im Conflent am linken Ufer der Têt, in die hier der Zufluss Cabrils (Têt) einmündet. Auf dem Gemeindegebiet ist eine Empfangsstelle für den Zutritt zum Regionalen Naturparks Pyrénées Catalanes eingerichtet. Der Ort kann von der Großstadt Perpignan, die 53 Kilometer östlich liegt, über die Route nationale 116 erreicht werden.

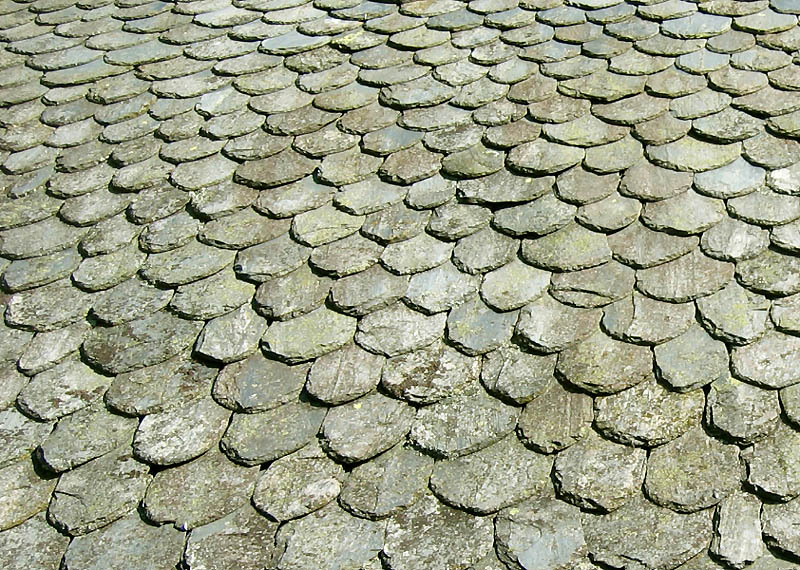
„Lauzedach“

Zwei Kilometer nordwestlich der Dorfmitte von Olette, über dem Tal des Flüsschen Évol auf 985 Meter, thront 300 Meter erhöht der Ortsteil Évol, der manchmal auch als „Balkon von Olette“ bezeichnet wird. Es ist der historisch interessanteste Teil der Gemeinde. Dort findet man alte Häuser vor, deren Mauerwerk ortstypisch aus Schiefer (schiste) sind und deren Dachstühle mit Schieferplättchen (lauzes) bedeckt sind.
Der 1861 Meter hohe Gebirgspass Coll de la Llose führt von Olette ins Haut-Conflent (im Winter ein beliebtes Langlauf-Skigebiet) und endet in der Ortschaft La Llagonne.
Olette wird von der Schmalspurbahn Ligne de Cerdagne bedient, die Villefranche-de-Conflent mit Enveitg verbindet. Der auf dieser Strecke verkehrende Zug wird wegen seines auffälligen gelben Anstrichs von der lokalen Bevölkerung oft Le canari (Kanarienvogel) genannt. Die Bergbahn ist zu einem Touristenmagnet geworden. Die Fahrzeit für die 63 Kilometer lange Strecke beträgt knapp drei Stunden.

## Geschichte
Die Burg von Évol (französisch Château d’Évol) wurde 1260 von Guillaume de So (auch Guillem de So genannt) errichtet. 1137 wurde Évol innerhalb der historischen Provinz Cerdanya zur Vizegrafschaft erhoben. 1550 wurde in Évol eine katalanische Schmiede eingerichtet. 1827 wurde Évol von Olette eingemeindet.

### Bevölkerungsentwicklung
| Jahr      | 1962 | 1968 | 1975 | 1982 | 1990 | 1999 | 2009 | 2018 |
| --------- | ---- | ---- | ---- | ---- | ---- | ---- | ---- | ---- |
| Einwohner | 616  | 680  | 544  | 532  | 447  | 345  | 389  | 357  |

## Sehenswürdigkeiten

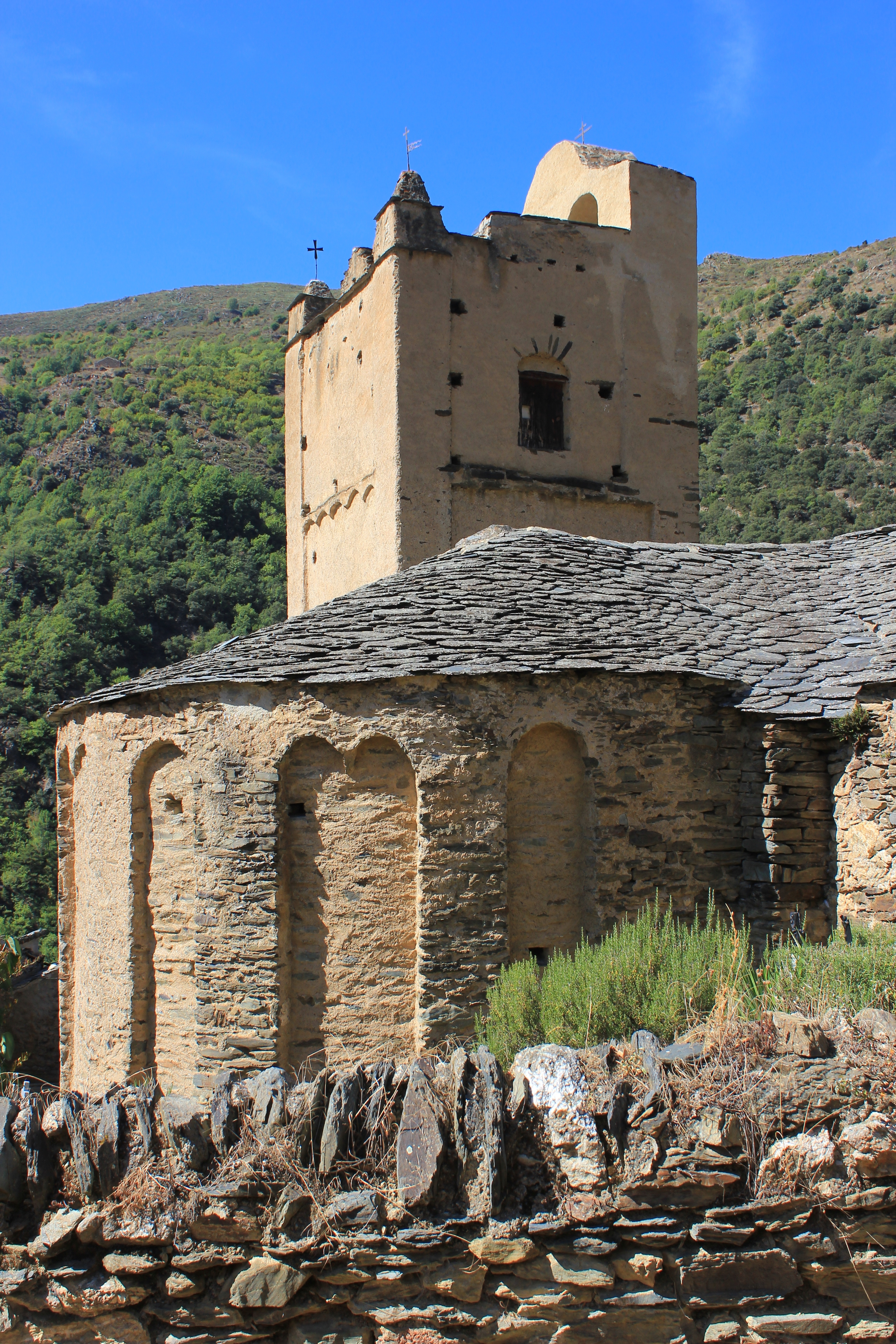
Kirche Saint-André in Évol

- Die Kirche Église Saint-André in Évol stammt aus dem 11. Jahrhundert und wurde im 18. Jahrhundert modernisiert. Der Sakralbau ist seit dem Jahre 1943 ein französisches Kulturdenkmal.[3]
- Die Ruinen der Burg Château d’Évol gehen auf das Jahr 1260 zurück. Erhalten geblieben sind lediglich ein Turm und einige Mauerreste. Das Befestigungswerk ist seit dem Jahre 1982 ein französisches Kulturdenkmal.[4]
- Bastide d’Olette nennt sich ein altes, typisch provenzalisches Haus, in dem heute die Empfangsstelle für den nahen Naturpark eingerichtet ist. Das Gebäude ist seit dem Jahre 1927 ein französisches Kulturdenkmal.[5]
- Die Kapelle Chapelle Saint-Étienne in Évol aus dem 14. Jahrhundert wurde im 18. Jahrhundert rekonstruiert.
- In Évol befindet sich das Volkskunstmuseum Musée des Arts et Traditions populaires.